# Antonio Algora
Antonio Angel Algora Hernando (ur. 2 października 1940 w La Vilueña, zm. 15 października 2020 w Madrycie) – hiszpański duchowny katolicki, biskup Ciudad Real w latach 2003–2016.

## Życiorys
Święcenia kapłańskie otrzymał 23 grudnia 1967 i został inkardynowany do archidiecezji madryckiej. Przez kilkanaście lat był związany z ruchem Hermandades del Trabajo – w latach 1968–1978 jako asystent kościelny w Alcalá de Henares i Madrycie, zaś w latach 1978–1984 jako asystent generalny. W 1984 został mianowany wikariuszem biskupim dla Wikariatu VIII.

### Episkopat
11 lipca 1985 papież Jan Paweł II mianował go biskupem ordynariuszem diecezji Teruel i Albarracín. Sakry biskupiej udzielił mu ówczesny nuncjusz w Hiszpanii – abp Mario Tagliaferri.
20 marca 2003 został przeniesiony do diecezji Ciudad Real. 8 kwietnia 2016 przeszedł na emeryturę.
Zmarł 15 października 2020 na COVID-19.